# Ильиа, Артуро Умберто
Арту́ро Умбе́рто Ильи́а (исп. Arturo Umberto Illia; 4 августа 1900, Пергамино, Буэнос-Айрес — 18 января 1983, Кордова) — президент Аргентины в 1963—1966 годах, член Гражданского радикального союза.

## Ранняя жизнь
Артуро Умберто Ильиа родился 4 августа 1900 года в Пергамино, Буэнос-Айрес, в семье итальянских иммигрантов из Ломбардии Эммы Францескони и Мартина Ильиа.
В 1918 году поступил в школу медицины в Университете Буэнос-Айреса. В том же году он присоединился к движению за реформу университета в Аргентине (Reforma Universitaria), которое впервые появилось в городе Кордова и заложило основы для свободной, открытой и общественной образовательной системы под менее активным влиянием католической церкви.
В ходе медицинских исследований, Ильиа начинает работать в больнице Сан-Хуан де Диос в городе Ла-Плата, и в 1927 году получает диплом.
В 1928 году он встретился с президентом Иполито Иригойеном, давним лидером центристской партии Гражданский радикальный союз, и первым свободно избранным президентом Аргентины. Ильиа предложил ему свои услуги в качестве врача, и Иригойен, в свою очередь, предложил ему пост медика в разных частях страны, из-за которой Ильиа решил переехать в живописный Крус-дель-Эхе в провинции Кордова. Он работал там с 1929 до 1963 года, за исключением трёх лет (1940—1943), когда он был вице-губернатором провинции.
15 февраля 1939 года, он женился на Сильвии Эльвира Марторель.

## Политическая деятельность
Артуро Ильиа становится членом Гражданского радикального союза, когда достигает совершеннолетия, в 1918 году, под сильным влиянием радикально настроенных отца и его брата. В том же году он поступает в университет.
С 1929 года, после переезда в Крус-дель-Эхе, он начинает активную политическую деятельность, которую он чередовал с профессиональной. В 1935 году он был избран сенатором департамента Крус-дель-Эхе, на выборах, которые состоялись 17 ноября.
На выборах, которые состоялись 10 марта 1940 года он был избран вице-губернатором провинции Кордова. Ильиа занимал этот пост до установления в стране диктатуры Педро Рамиреса в 1943 году.

## Президентские выборы 1963 года
После падения популистского правительства Хуана Перона в 1955 году, Аргентину охватил длительный период политической нестабильности. В этот период армия имела большое влияние на политику страны, и, несмотря на это выборы все равно состоялись. С 1955 по 1963 год в стране сменилось пять президентов, из которых только один был демократически избранным: Артуро Фрондиси, управлявший страной с 1 мая 1958 года, пока не был свергнут 29 марта 1962 в результате военного переворота.
После падения Фрондиси Председатель Сената Хосе Мария Гидо становится временным президентом страны, начинает процесс «нормализации», который в конечном итоге приведёт к новым выборам, которые состоятся 7 июля 1963 года.
31 июля 1963 года Ильиа при поддержке трёх центристских партий избирается президентом Аргентины.

## Президентство

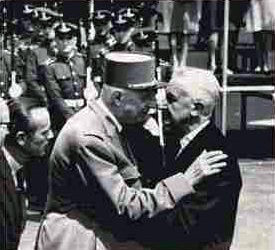
Ильиа и Шарль де Голль. 1964

Артуро Ильиа вступил в должность президента 12 октября 1963 года и проводил умеренную политику.
Во время президентства Ильиа экономика росла высокими тепами, резко сократилась безработица, выросла заработная плата. Внешний долг сократился с 3,6 миллиардов до 2,2 миллиардов долларов, резервы Центрального банка увеличились с 23 до 363 миллионов долларов. С официальными визитами Аргентину тогда посетили Шарль де Голль, Роберт Кеннеди, президент Чили Эдуардо Фрей.
Ильиа был свернут в результате военного переворота.